# خیابان نهم (منهتن)
خیابان نهم (به انگلیسی: Ninth Avenue) با نام‌های دیگر خیابان کلمبوس (به انگلیسی: Columbus Avenue) و خیابان مورنینگ‌ساید (به انگلیسی: Morningside Drive) یکی از خیابان‌های شهر نیویورک در محدوده غربی بخش منهتن است.
برخی از مناطق دیدنی ثبت‌شده نیویورک چون بازار چلسی، کلیسای حواریون مقدس و ساختمان مرکز فیلم در خیابان نهم قرار دارند. همچنین هر ساله در ماه مه در این خیابان «جشنواره بین‌المللی غذای خیابان نهم» برگزار می‌شود. بخش‌هایی از خیابان نهم تا پیش از سال ۱۹۴۸ به عنوان محل عبور پل مرتفع قطار استفاده می‌شد.

## نگارخانه

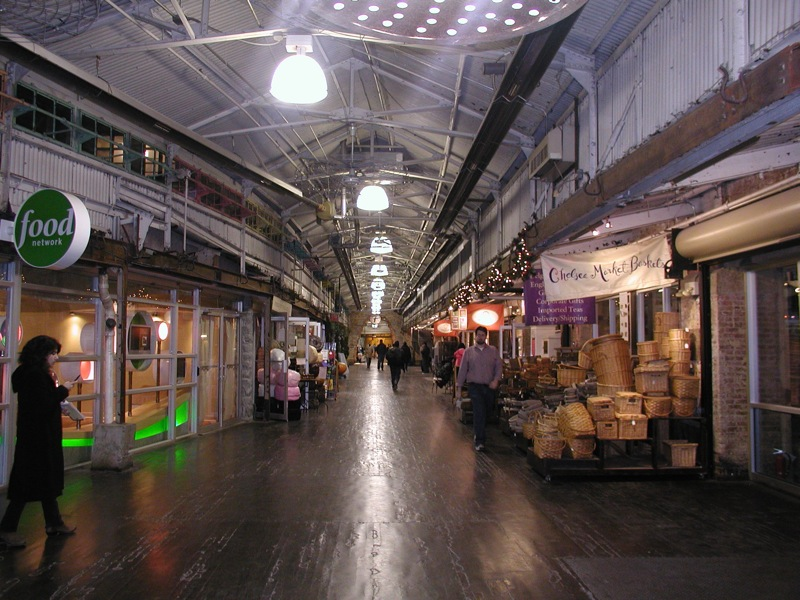
داخل بازار چلسی
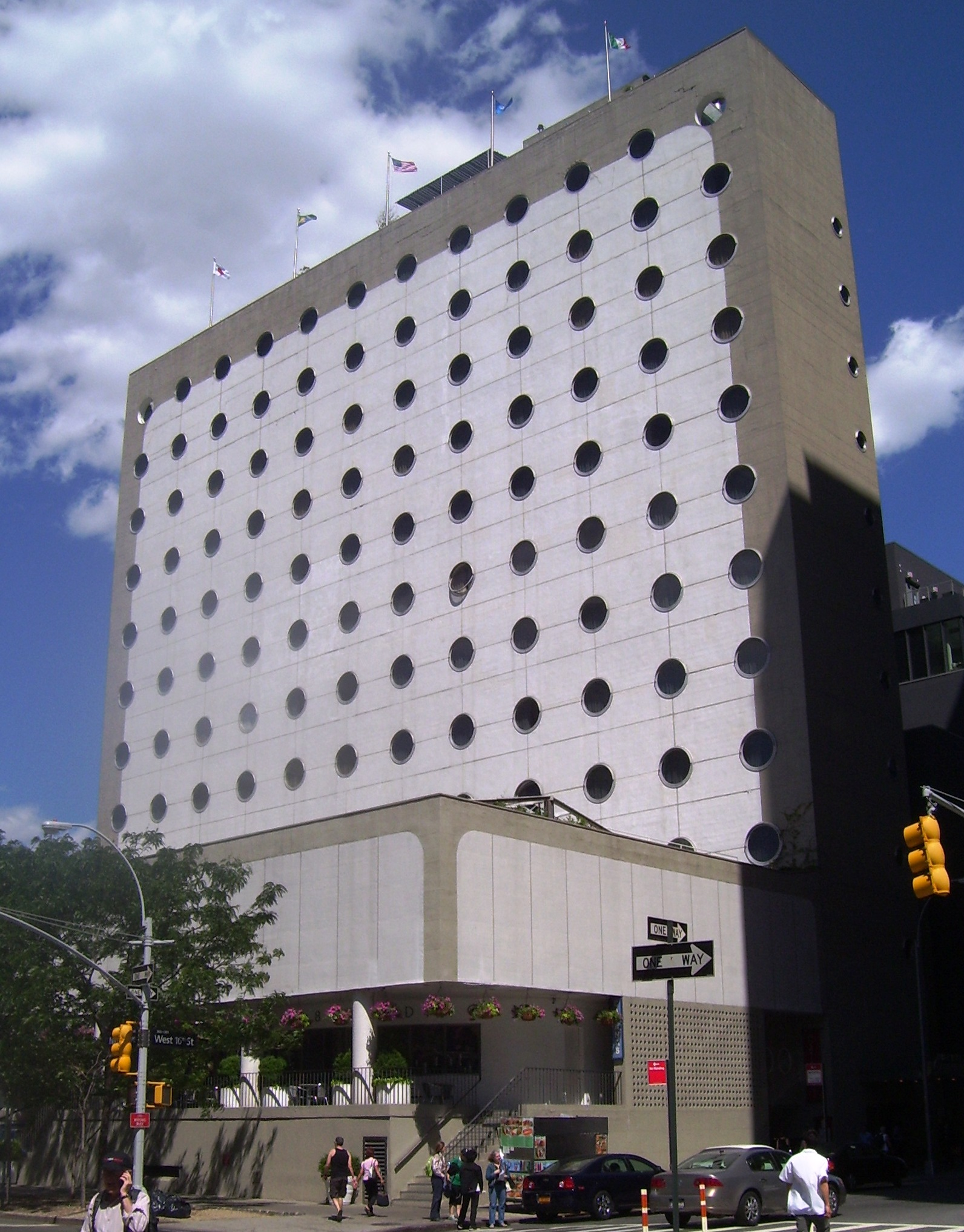
هتل ماریتم در خیابان نهم
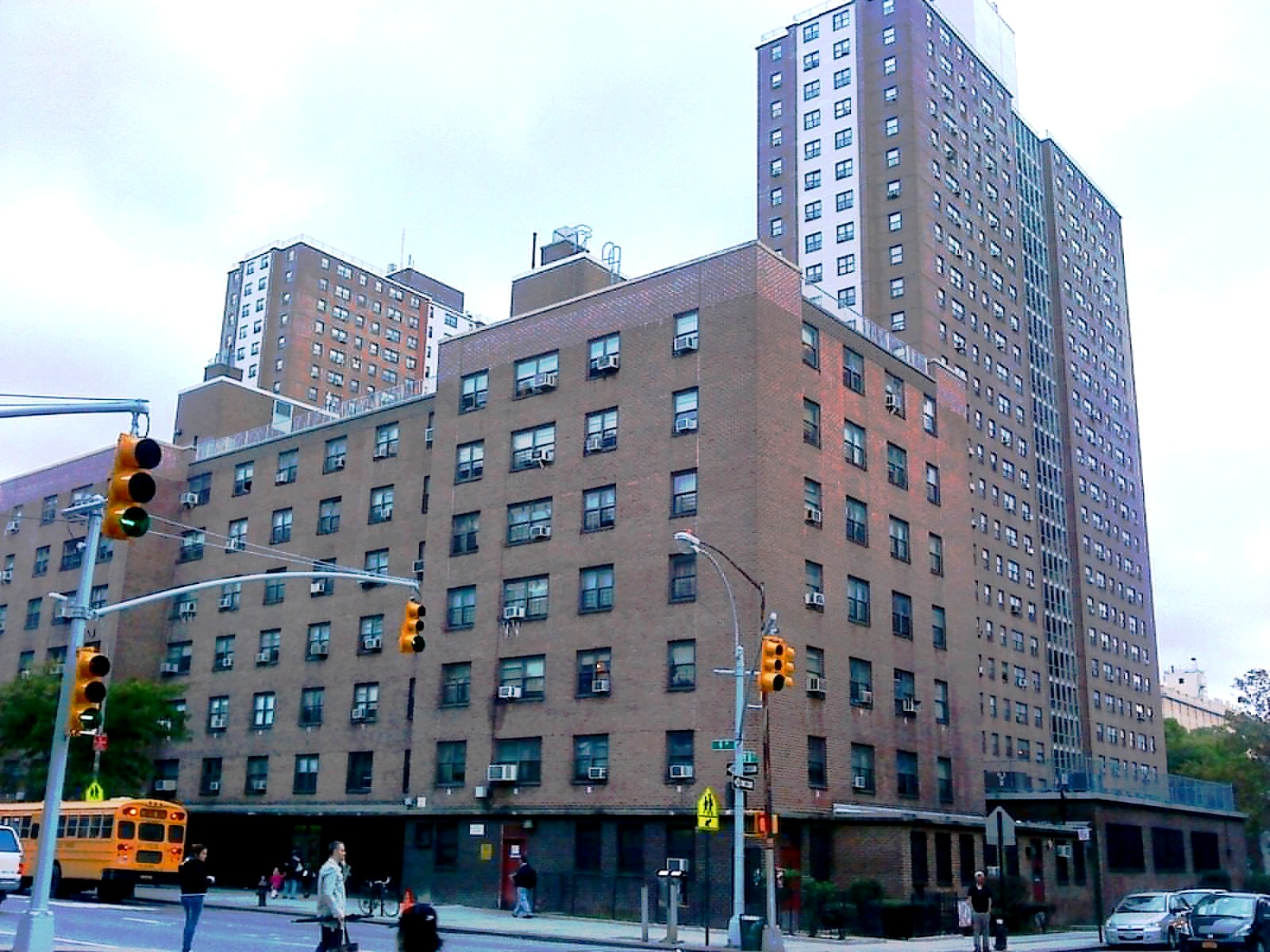
خانه‌های فولتون در خیابان نهم
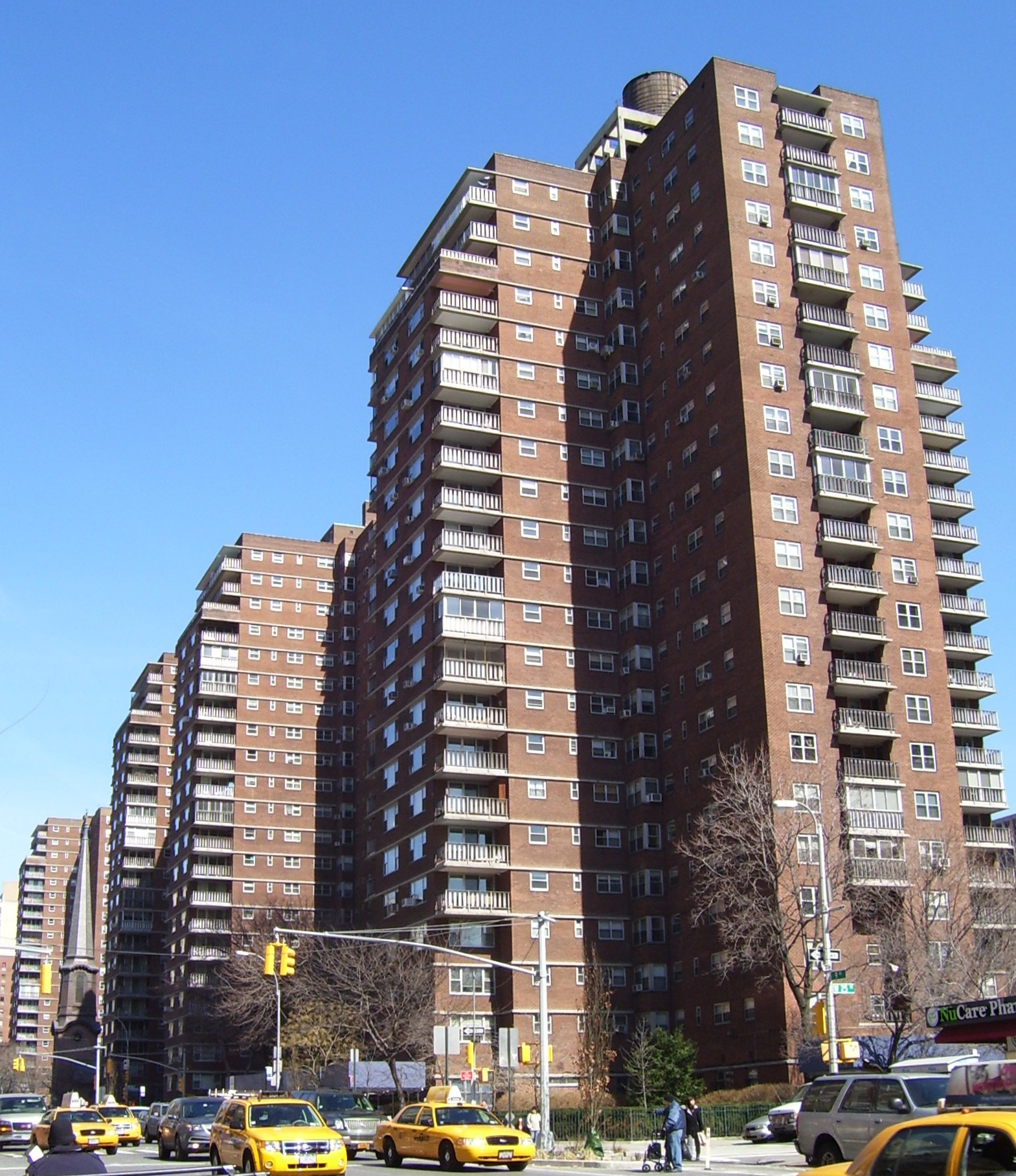
ساختمان پن ساوت
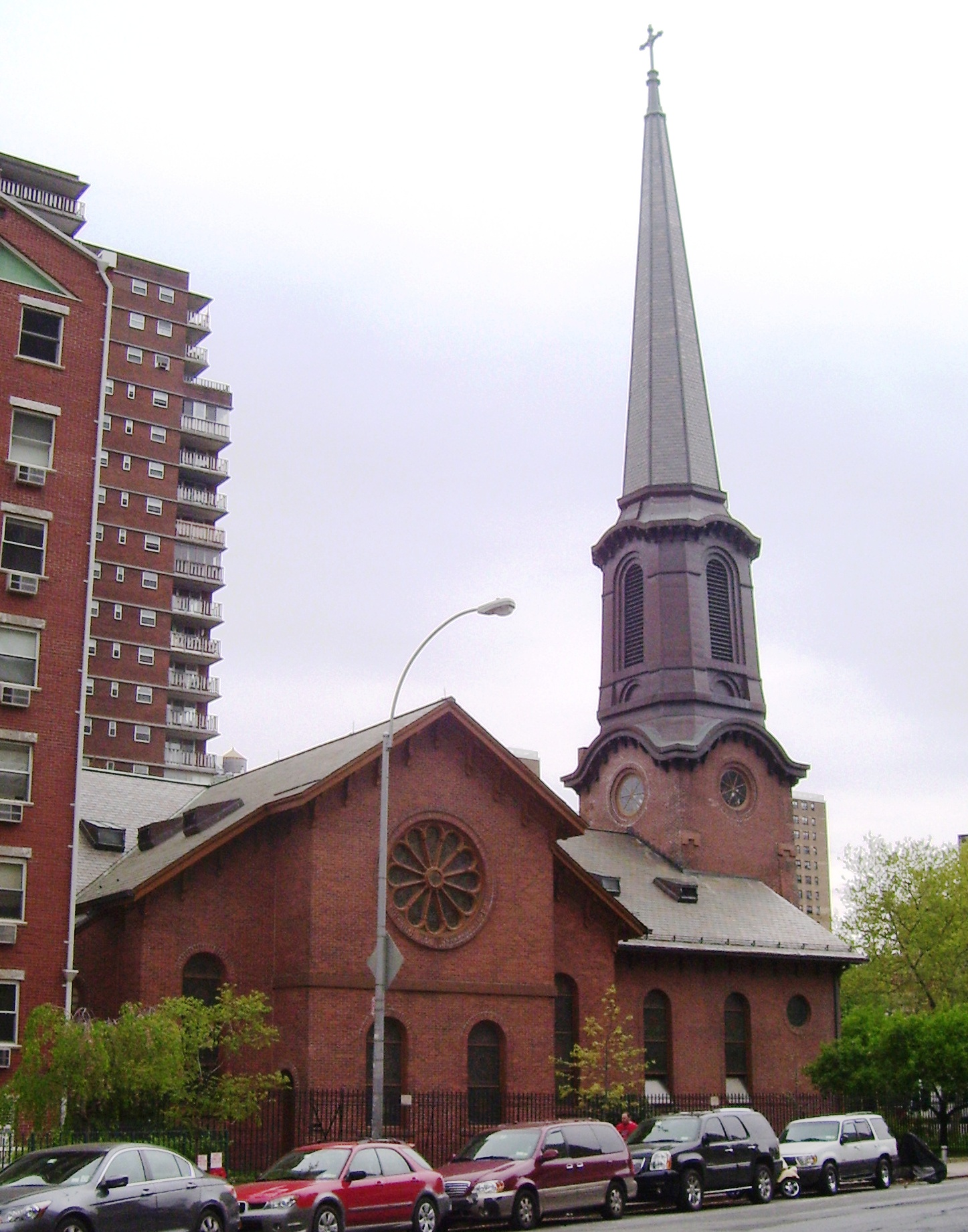
کلیسای حواریون مقدس
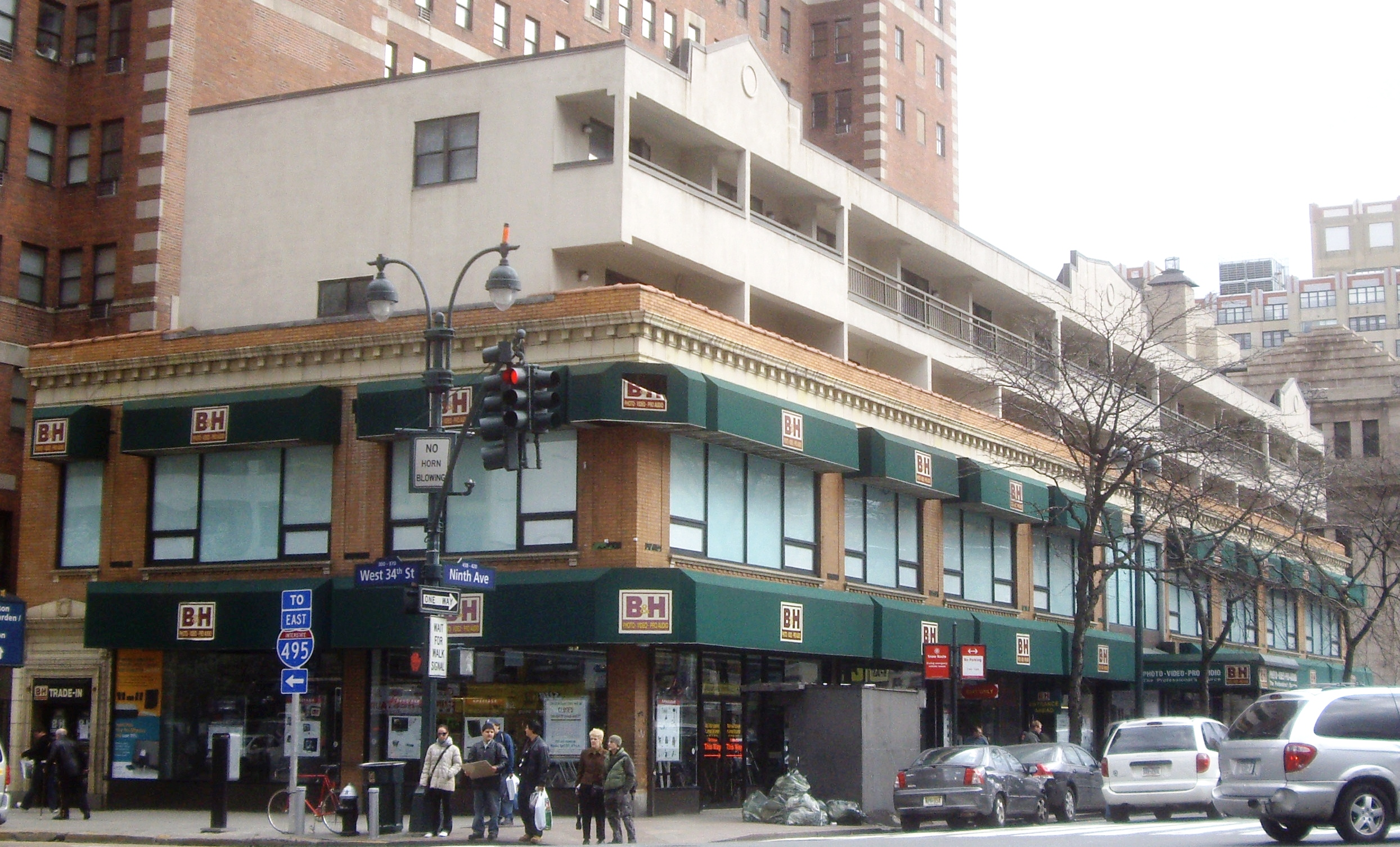
بی‌انداچ فوتو ویدیو در خیابان نهم
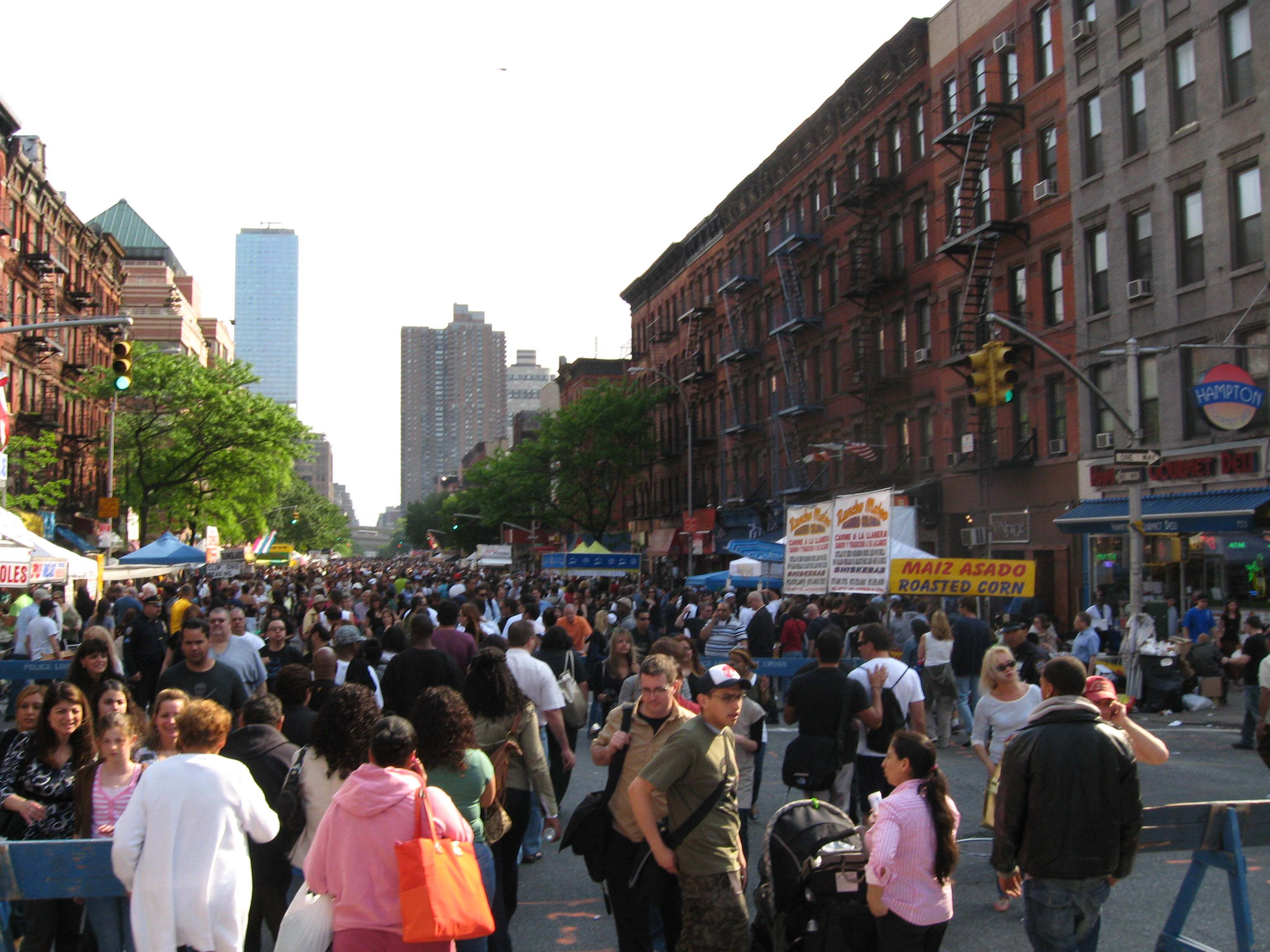
جشنواره بین‌المللی غذا در خیابان نهم
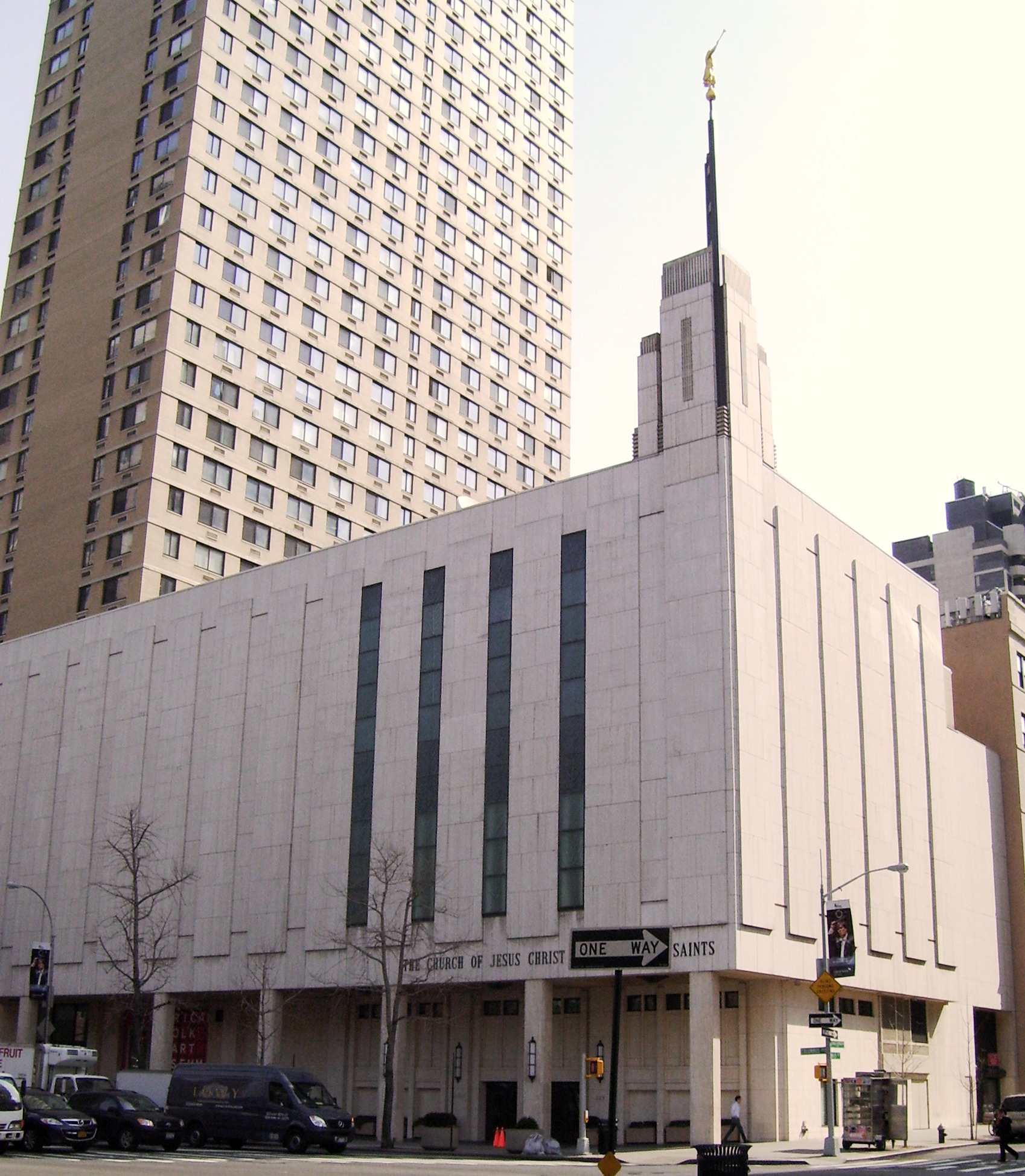
معبد کلیسای عیسی مسیح قدیسان آخرالزمان در نیویورک